# Jean Verdier (Kardinal)

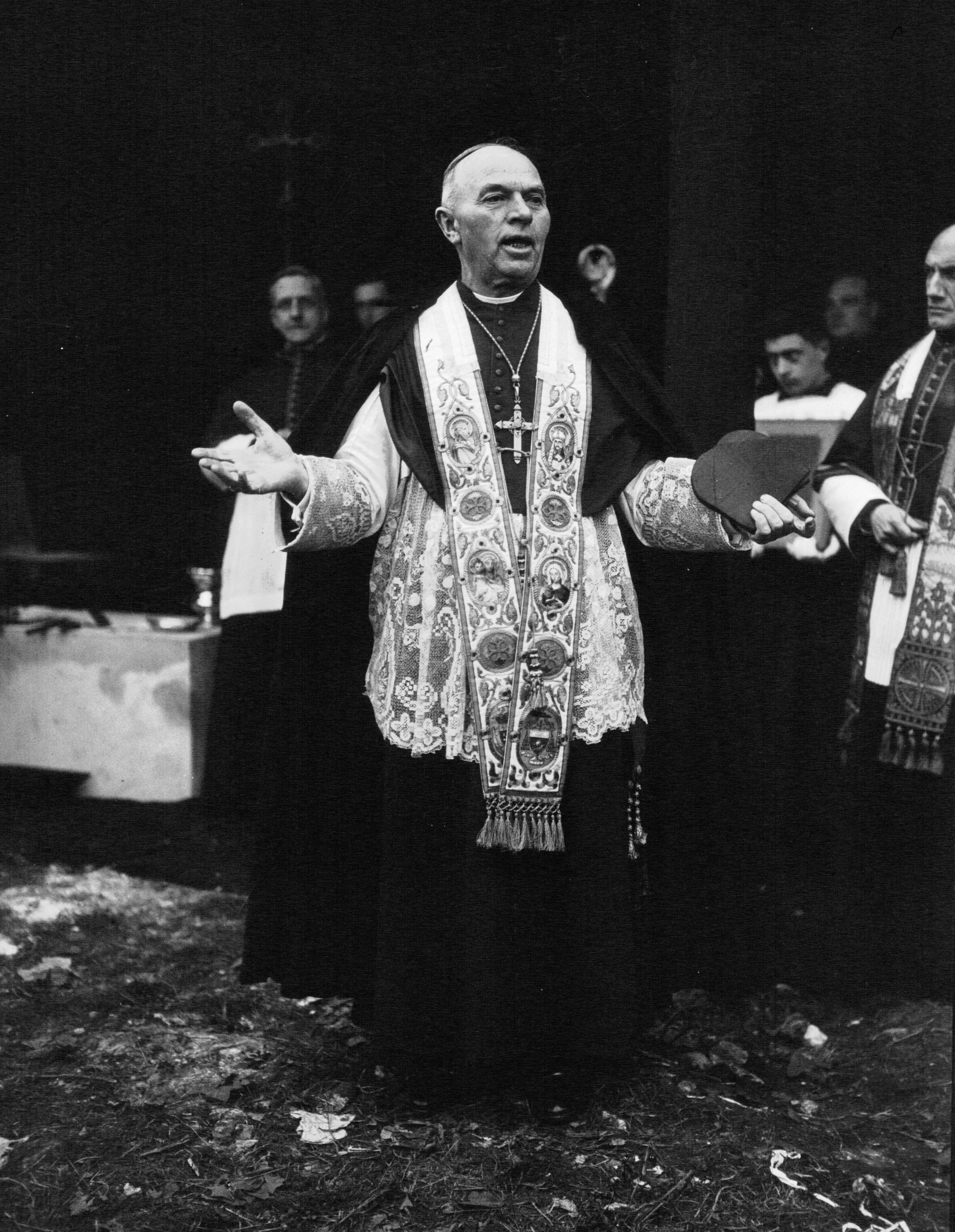
Jean Kardinal Verdier (1933)

Jean Kardinal Verdier PSS (* 19. Februar 1864 in La-Croix-Barres, Frankreich; † 9. April 1940 in Paris) war Erzbischof von Paris.

## Leben

Kardinalswappen

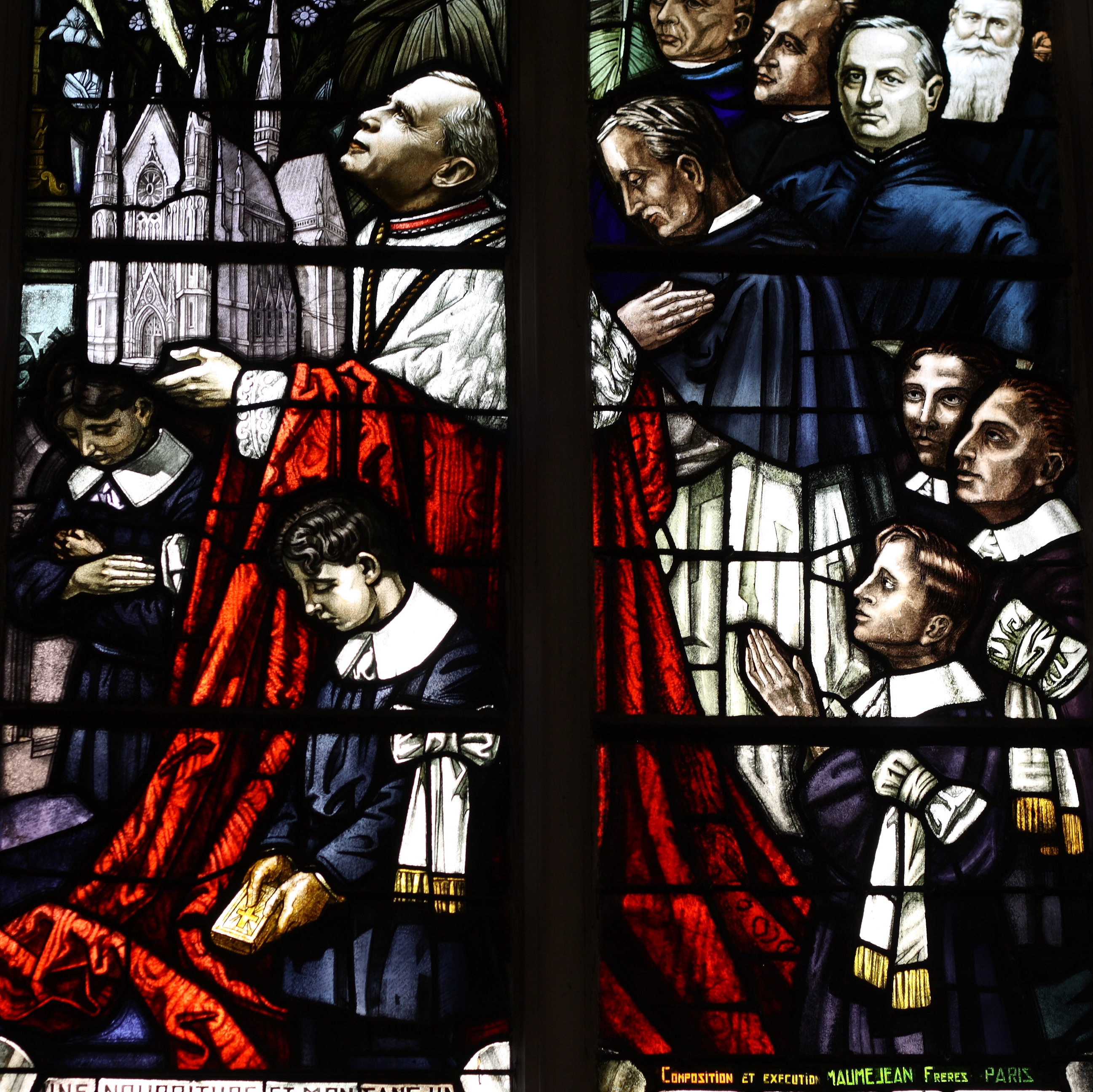
Jean Verdier überreicht Maria ein Modell der neu errichteten Kapelle (Ausschnitt eines Bleiglasfensters in der Kapelle Sainte-Thérèse in Paris)

Jean Verdier studierte Katholische Theologie und Philosophie am Priesterseminar von Rodez und trat 1886 in die Gesellschaft von Saint-Sulpice ein. 1887 empfing er das Sakrament der Priesterweihe und wurde anschließend Dozent am Seminar von Périgueux, das er von 1898 bis 1912 als Regens leitete. Von 1912 bis 1920 war er Fakultätsmitglied und Superior des Ordensseminars Des Carmes in Paris. 1923 erhielt er den Titel eines Ehrenkanonikus von Paris. Von 1926 bis 1929 leitete er die Geschicke seines Ordens als Stellvertretender Oberer und von 1929 bis zu seinem Tode als Generalsuperior.
1929 wurde er zunächst Generalvikar von Paris und Apostolischer Protonotar und noch im gleichen Jahr zum Erzbischof von Paris ernannt. Auch als Erzbischof blieb er Generalsuperior seines Ordens, was kirchengeschichtlich eine Ausnahme ist, da ein Ordensoberer dieses Amt in der Regel ablegt, wenn er zum Bischof ernannt wird.
Papst Pius XI. nahm ihn am 16. Dezember 1929 als Kardinalpriester mit der Titelkirche Santa Balbina in das Kardinalskollegium auf und spendete ihm am 29. Dezember desselben Jahres die Bischofsweihe, Mitkonsekratoren waren Alfred-Henri-Marie Baudrillart, Generalvikar des Erzbistums Paris, und Emmanuel Chaptal, Weihbischof in Paris. Als päpstlicher Legat vertrat er den Papst in den folgenden Jahren bei zahlreichen Anlässen im In- und Ausland. Kardinal Verdier verurteilte in Predigten oft die Politik der Nationalsozialisten.
Er starb am 9. April 1940 in Paris und wurde in der dortigen Bischofskirche Notre-Dame de Paris beigesetzt. Bei seinen Exequien waren einige hohe Würdenträger der katholischen Kirche anwesend, so zum Beispiel die beiden Kardinäle Achille Liénart, der später lange Zeit Präsident der französischen Bischofskonferenz war, und Arthur Hinsley, der Erzbischof von Westminster.